# Stazione di Dubino
La stazione di Dubino è una stazione ferroviaria posta sulla linea Colico-Chiavenna, nella frazione Nuova Olonio del Comune di Dubino, dal cui centro dista circa 4 km di strada.

## Storia
La stazione venne attivata il 9 settembre 1886, come parte della linea Colico-Chiavenna.

## Strutture e impianti
Il piazzale ferroviario conta due binari, di cui i marciapiedi sono collegati da un sottopassaggio.
In passato - dalla creazione - era dotata di un solo binario (semplice fermata ferroviaria), ed un tempo era presente anche un binario tronco intestato sul fronte sud, ad est del tracciato.
Il fabbricato viaggiatori è un edificio ad un piano risalente alla fine dell'800, le cui dimensioni erano originariamente inferiori di 2/5 (ampliamento risalente al 1992 sul lato volto verso nord, nell'area dove fino al 1985 esisteva una piccola carboniera; contemporaneamente venne aggiunta la pensilina lato ferrovia).
Nel marzo 2014 è stata pianificata la realizzazione di un secondo binario per le funzioni di incrocio a movimenti contemporanei ed eventuali precedenze, con annesso marciapiede e sottopassaggio ex-novo; nel giugno 2019 è stata stabilita la realizzazione entro il 2021 al costo di 8,5 milioni di euro, che ha richiesto una deroga ai vincoli della riserva naturale Pian di Spagna e Lago di Mezzola.
Il secondo binario è stato attivato ufficialmente l'11 dicembre 2022, con l'entrata in vigore dell'orario invernale 2022 che prevede incroci a cadenza oraria in Dubino.

## Movimento
La fermata è servita dai treni regionali in servizio sulla tratta Colico-Chiavenna.

## Riproduzione modellistica
Negli anni sessanta, il caratteristico fabbricato viaggiatori di Dubino fu riprodotto in scala H0 dalla ditta Rivarossi, nella versione originale allora ancora in essere.